# Copa de Mali
La Copa de Mali es el segundo torneo de fútbol a nivel de clubes más importante de Mali, la copa fue disputada por primera vez en el año 1961 y es organizada por la Federación Maliense de Fútbol.

## Formato
El torneo está abierto a todo equipo del país y se juega con un sistema de eliminación directa.
El equipo campeón obtiene la clasificación a la Copa Confederación de la CAF.

## Palmarés
| Temporada | Campeón                                            | Resultado                                          | Finalista                                          |
| --------- | -------------------------------------------------- | -------------------------------------------------- | -------------------------------------------------- |
| 1961      | Stade Malien                                       | 3 - 3, 2 - 1                                       | Djoliba AC                                         |
| 1962      | AS Real Bamako                                     | 7 - 1                                              | Sonni AC (Gao)                                     |
| 1963      | Stade Malien                                       | 6 - 3                                              | Avenir Ségou                                       |
| 1964      | AS Real Bamako                                     | 4 - 3                                              | Djoliba AC                                         |
| 1965      | Djoliba AC                                         | 5 - 1                                              | Kayésienne                                         |
| 1966      | AS Real Bamako                                     | 0 - 0, 2 - 0                                       | Avenir Ségou                                       |
| 1967      | AS Real Bamako                                     | 4 - 1                                              | US Sevaré                                          |
| 1968      | AS Real Bamako                                     | 1 - 0                                              | Stade Malien                                       |
| 1969      | AS Real Bamako                                     | 8 - 2                                              | Africa Sports Gao                                  |
| 1970      | Stade Malien                                       | 10 - 0                                             | Kayésienne                                         |
| 1971      | Djoliba AC                                         | 4 - 0                                              | Jeunesse Sportive Ségou                            |
| 1972      | Stade Malien                                       | 5 - 1                                              | Avenir Ségou                                       |
| 1973      | Djoliba AC                                         | 1 - 1, 1 - 0                                       | AS Real Bamako                                     |
| 1974      | Djoliba AC                                         | 2 - 0                                              | Cercle Olympique Bamako                            |
| 1975      | Djoliba AC                                         | 1 - 1, 1 - 0                                       | Stade Malien                                       |
| 1976      | Djoliba AC                                         | 0 - 0, 3 - 0                                       | Avenir Ségou                                       |
| 1977      | Djoliba AC                                         | 6 - 1                                              | Tibo Club Mopti                                    |
| 1978      | Djoliba AC                                         | 1 - 1, 2 - 1                                       | AS Real Bamako                                     |
| 1979      | Djoliba AC                                         | 3 - 1                                              | Stade Malien                                       |
| 1980      | AS Real Bamako                                     | 1 - 0                                              | Djoliba AC                                         |
| 1981      | Djoliba AC                                         | 1 - 0                                              | AS Real Bamako                                     |
| 1982      | Stade Malien                                       | 4 - 2                                              | AS Biton Ségou                                     |
| 1983      | Djoliba AC                                         | 1 - 0                                              | Stade Malien                                       |
| 1984      | Stade Malien                                       | 3 - 1                                              | Djoliba AC                                         |
| 1985      | Stade Malien                                       | 4 - 2                                              | Djoliba AC                                         |
| 1986      | Stade Malien                                       | 1 - 1, 2 - 1                                       | Djoliba AC                                         |
| 1987      | AS Sigui                                           | 2 - 1                                              | AS Real Bamako                                     |
| 1988      | Stade Malien                                       | 3 - 1                                              | Djoliba AC                                         |
| 1989      | AS Real Bamako                                     | 2 - 0                                              | Djoliba AC                                         |
| 1990      | Stade Malien                                       | 1 - 0                                              | Djoliba AC                                         |
| 1991      | AS Real Bamako                                     | 2 - 1                                              | AS Mandé Bamako                                    |
| 1992      | Stade Malien                                       | 1 - 1, 1 - 0                                       | AS Real Bamako                                     |
| 1993      | Djoliba AC                                         | 4 - 0                                              | USFAS Bamako                                       |
| 1994      | Stade Malien                                       | 2 - 0                                              | AS Nianan Koulikoro                                |
| 1995      | USFAS Bamako                                       | 2 - 0                                              | Stade Malien                                       |
| 1996      | Djoliba AC                                         | 2 - 1                                              | AS Real Bamako                                     |
| 1997      | Stade Malien                                       | 2 - 1                                              | AS Real Bamako                                     |
| 1998      | Djoliba AC                                         | 1 - 0                                              | Stade Malien                                       |
| 1999      | Stade Malien                                       | 1 - 0                                              | AS Nianan Koulikoro                                |
| 2000      | Cercle Olympique Bamako                            | 1 - 0                                              | Stade Malien                                       |
| 2001      | Stade Malien                                       | 5 - 0                                              | Mamahira AC                                        |
| 2002      | Cercle Olympique Bamako                            | 2 - 1                                              | Stade Malien                                       |
| 2003      | Djoliba AC                                         | 2 - 1                                              | AS Tata National (Sikasso)                         |
| 2004      | Djoliba AC                                         | 2 - 0                                              | AS Nianan Koulikoro                                |
| 2005      | AS Bamako                                          | 1 - 1 (5-4 pen.)                                   | Djoliba AC                                         |
| 2006      | Stade Malien                                       | 2 - 1                                              | AS Bamako                                          |
| 2007      | Djoliba AC                                         | 2 - 0                                              | AS Bakaridjan de Barouéli                          |
| 2008      | Djoliba AC                                         | 2 - 0                                              | Cercle Olympique Bamako                            |
| 2009      | Djoliba AC                                         | 1 - 0                                              | Stade Malien                                       |
| 2010      | AS Real Bamako                                     | 1 - 0                                              | Centre Salif Keita                                 |
| 2011      | Cercle Olympique Bamako                            | 2 - 1                                              | Stade Malien                                       |
| 2012      | US Bougouni                                        | 2 - 1                                              | Onze Créateurs de Niaréla                          |
| 2013      | Stade Malien                                       | 1 - 0                                              | Djoliba AC                                         |
| 2014      | Onze Créateurs de Niaréla                          | 1 - 0                                              | Djoliba AC                                         |
| 2015      | Stade Malien                                       | 2 - 1                                              | Onze Créateurs de Niaréla                          |
| 2016      | Onze Créateurs de Niaréla                          | 0 - 0 (7-6 pen.)                                   | USFAS Bamako                                       |
| 2017      | Final no disputada entre Stade Malien y Djoliba AC | Final no disputada entre Stade Malien y Djoliba AC | Final no disputada entre Stade Malien y Djoliba AC |
| 2018      | Stade Malien                                       | 2 - 1                                              | Djoliba AC                                         |
| 2019      | No disputada                                       | No disputada                                       | No disputada                                       |
| 2020      | Abandonada                                         | Abandonada                                         | Abandonada                                         |
| 2021      | Stade Malien                                       | 3 - 2                                              | Binga FC                                           |
| 2022      | Djoliba AC                                         | 2 - 0                                              | AS Real Bamako                                     |
| 2023      | Stade Malien                                       | 1 - 0                                              | Onze Créateurs de Niaréla                          |
| 2024      | Stade Malien                                       | 4 - 0                                              | Afrique Football Élite                             |
| 2025      | Stade Malien                                       | 1 - 0                                              | Djoliba AC                                         |

## Títulos por club
| Club                           | Ciudad    | Campeón | 2° | Años campeón |
| ------------------------------ | --------- | ------- | -- | --- |
| Stade Malien                   | Bamako    | 23      | 9  | 1961, 1963, 1970, 1972, 1982, 1984, 1985, 1986, 1988, 1990, 1992, 1994, 1997, 1999, 2001, 2006, 2013, 2015, 2018, 2021, 2023, 2024, 2025 |
| Djoliba AC                     | Bamako    | 20      | 14 | 1965, 1971, 1973, 1974, 1975, 1976, 1977, 1978, 1979, 1981, 1983, 1993, 1996, 1998, 2003, 2004, 2007, 2008, 2009, 2022                   |
| AS Real Bamako                 | Bamako    | 10      | 8  | 1962, 1964, 1966, 1967, 1968, 1969, 1980, 1989, 1991, 2010                                                                               |
| Cercle Olympique de Bamako     | Bamako    | 3       | 2  | 2000, 2002, 2011 |
| Onze Créateurs de Niaréla      | Bamako    | 2       | 3  | 2014, 2016 |
| USFAS Bamako                   | Bamako    | 1       | 3  | 1995 |
| AS Sigui (Kayésienne)          | Kayès     | 1       | 2  | 1987 |
| AS Bamako                      | Bamako    | 1       | 1  | 2005 |
| US Bougouni                    | Bougouni  | 1       | -  | 2012 |
| Avenir Ségou                   | Ségou     | -       | 4  | ----- |
| As Nianan                      | Koulikoro | -       | 3  | ----- |
| Africa Sports de Gao           | Gao       | -       | 1  | ----- |
| AS Bakaridjan de Barouéli      | Ségou     | -       | 1  | ----- |
| AS Biton                       | Ségou     | -       | 1  | ----- |
| Centre Salif Keita             | Bamako    | -       | 1  | ----- |
| Jeunesse Sportive Ségou        | Ségou     | -       | 1  | ----- |
| Mamahira AC                    | Kati      | -       | 1  | ----- |
| AS Mandé                       | Bamako    | -       | 1  | ----- |
| US Sevaré                      |           | -       | 1  | ----- |
| Tata National                  | Sikasso   | -       | 1  | ----- |
| Tibo Club de Mopti (Débo Club) |           | -       | 1  | ----- |
| Sonni AC                       | Gao       | -       | 1  | ----- |
| Binga FC                       | Bamako    | -       | 1  | ----- |
| Afrique Football Élite         | Bamako    | -       | 1  | ----- |